# Yderligere østeuropæisk tid
Yderligere østeuropæisk tid (engelsk: Further-eastern European time, FET) var indtil 2011 en tidszone der var  identisk med Østeuropæisk tidszone (UTC +2; UTC +3 sommertid); Dette blev ændret  den 27. marts 2011, da Rusland ændrede det, så ure ville forblive på hvad der var sommertid hele året rundt, hvilket gør tidszonen permanent er sat til UTC +3. Det har fået den ejendommelige konsekvens at tiden ligger foran lande mod øst om vinteren. De hviderussiske myndigheder har besluttet at gøre det samme.

## Brugen af yderligere østeuropæisk tid
Disse lande bruger  hele året:
- Hviderusland
- Rusland
  -  Kaliningrad oblast